# Oldřichovice (Zlíni járás)
Oldřichovice település Csehországban, a Zlíni járásban. Oldřichovice Pohořelice, Karlovice, Otrokovice és Zlín településekkel határos. Lakosainak száma 384 fő (2024. január 1.).

## Népesség
A település lakosságának változását az alábbi diagram mutatja:
| Lakosok száma | 366  | 385  | 425  | 442  | 356  | 359  | 403  | 401  | 386  | 384  |
|               | 1869 | 1890 | 1921 | 1950 | 1980 | 2001 | 2017 | 2019 | 2022 | 2024 |